# Luna Park, Coney Island (2010)

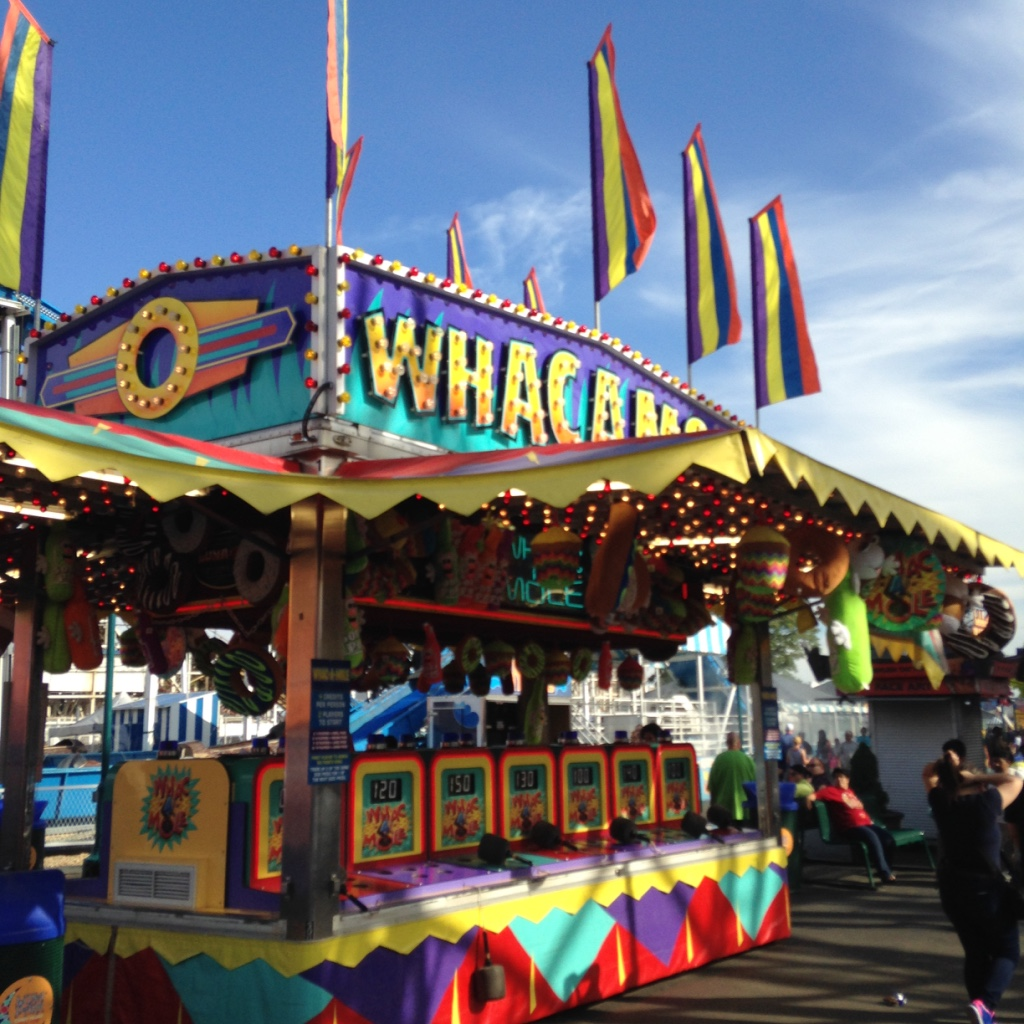
Whack a mole, Coney Island

Luna Park es el nombre de un parque de atracciones, ubicado en Coney Island en Brooklyn (Nueva York), que abrió el 29 de mayo de 2010 donde se ubicaba Astroland, otro parque de atracciones que funcionó durante 46 años. El nombre fue tomado del parque original Luna Park, el cual existió de 1903 a 1944, a unos pocos metros al norte del parque actual.
El parque fue diseñado, desarrollado, y operado por la empresa "Central Amusement International, LLC (CAI)", una filial de la compañía italiana Zamperla, la cual construyó 19 nuevas atracciones mecánicas para el parque. Existen también juegos interactivos, puestos de comida, bebidas y diversión en vivo.

## Historia
En septiembre de 2003, el alcalde Michael Bloomberg, el Ayuntamiento de Nueva York y el presidente del distrito de Brooklyn, Marty Markowitz, formaron "Coney Island Development Corporation" (CIDC)  para impulsar el "Plan de Revitalización de Coney Island" en 2005, el cual inició estrategias para preservar y incrementar el área histórica de atracciones.
En 2008, el parque de atracciones Astroland cerró al final de la temporada. En 2009, un carnaval ambulante instaló atracciones mecánicas en el lugar donde antes operaba Astroland, rebautizándolo como Dreamland. El 16 de febrero de 2010, Bloomberg anunció la oferta ganadora para desarrollar y operar un parque de atracciones para ser construido en el sitio donde anteriormente se ubicaba Astroland, un espacio de 12 800 m² en Coney Island. Esta concesión fue otorgada a Zamperla/Central Amusement International bajo un arrendamiento de 10 años.
El nuevo Luna Park fue ampliamente anunciado en la ciudad, instalándose carteles, carteleras y anuncios al lado de autobuses públicos. Los anuncios presumían de frases como "la emoción no es nada sin velocidad": refiriéndose a las diversas atracciones del parque. Y "La DIVERSIÓN está de vuelta en Coney Island": Refiriéndose al plan de restauración de la Isla.
El día de la apertura del parque, el 29 de mayo de 2010, recibió mucha atención de los medios de comunicación. Los canales de noticias asistieron a la inauguración y realizaron entrevistas a los visitantes del parque y los diarios tomaron fotografías y escribieron artículos sobre los paseos y atracciones.
Además de las nuevas atracciones incluidas por Zamperla, muchas atracciones del antiguo Astroland fueron incorporadas en Luna Park: Como la antigua atracción central, la "Astrotower", la cual no estaba disponible para su uso; otra atracción heredada fue el reconocido Cyclone Roller Coaster, el cual fue rentado a Astroland en 1975. Algunos de los elementos de los antiguos espacios del parque, fueron incorporados a las áreas. El 2 de julio de 2013, Luna Park fue evacuado por precaución debido a un problema con el balanceo del Astrotower; parte del parque estuvo cerrada durante el Cuatro de julio. En esa época, grupos de construcción trabajaron durante el día y la noche para lograr desmontar la torre, y para el 6 de julio esta se vio reducida a una montaña de piezas que luego fue vendida a un vertedero local como chatarra.

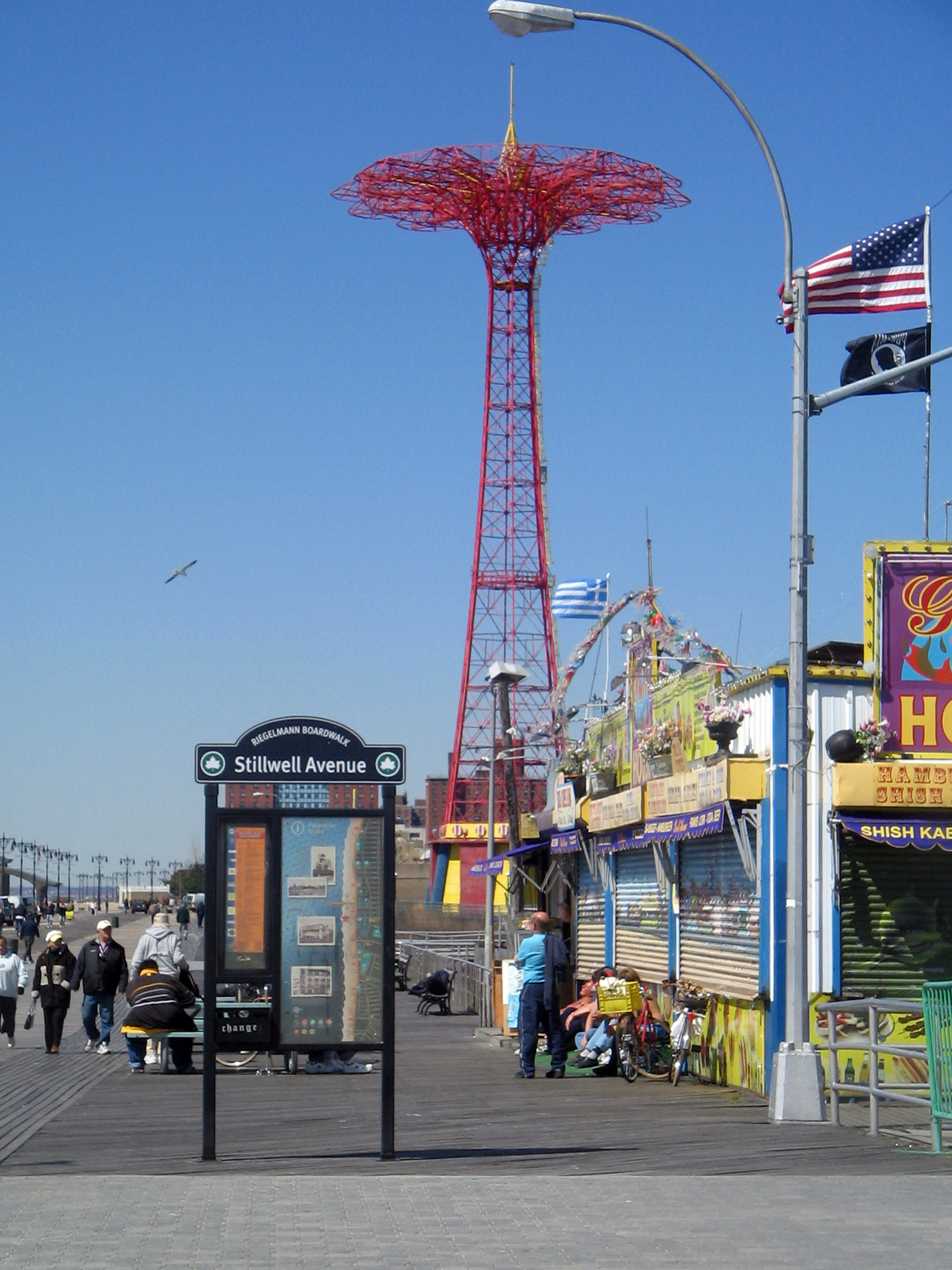
Parachute jump, Coney Island

## Descripción
La entrada al parque fue construida en base al diseño del parque original de 1903 y sobre el terreno donde estuvo el antiguo parque de diversiones "Astroland". El nuevo parque es casa de 19 atracciones, es el único área en Coney Island donde no está permitido el uso de dinero en efectivo para pagar por las atracciones y paseos. Para acceder a las atracciones, los visitantes deben adquirir "Tarjetas luna" y gastar "Luna credits" o utilizar un brazalete, que les permitirá acceder a las atracciones seleccionadas ilimitadamente durante un periodo de 4 horas. En los alrededores del parque puede ser observado el logo de Coney Island "Funny Face". este logotipo ha estado presente por un aproximado de 100 años; desde los inicios de Steeplechase Park creado por George C. Tilyou.

## Atracciones
Luna park incluye 19 atracciones diseñadas y fabricadas por Antonio Zamperla, una compañía proveniente de Vicenza, Italia. 
Luna Park, también opera la histórica montaña rusa "Cyclone"

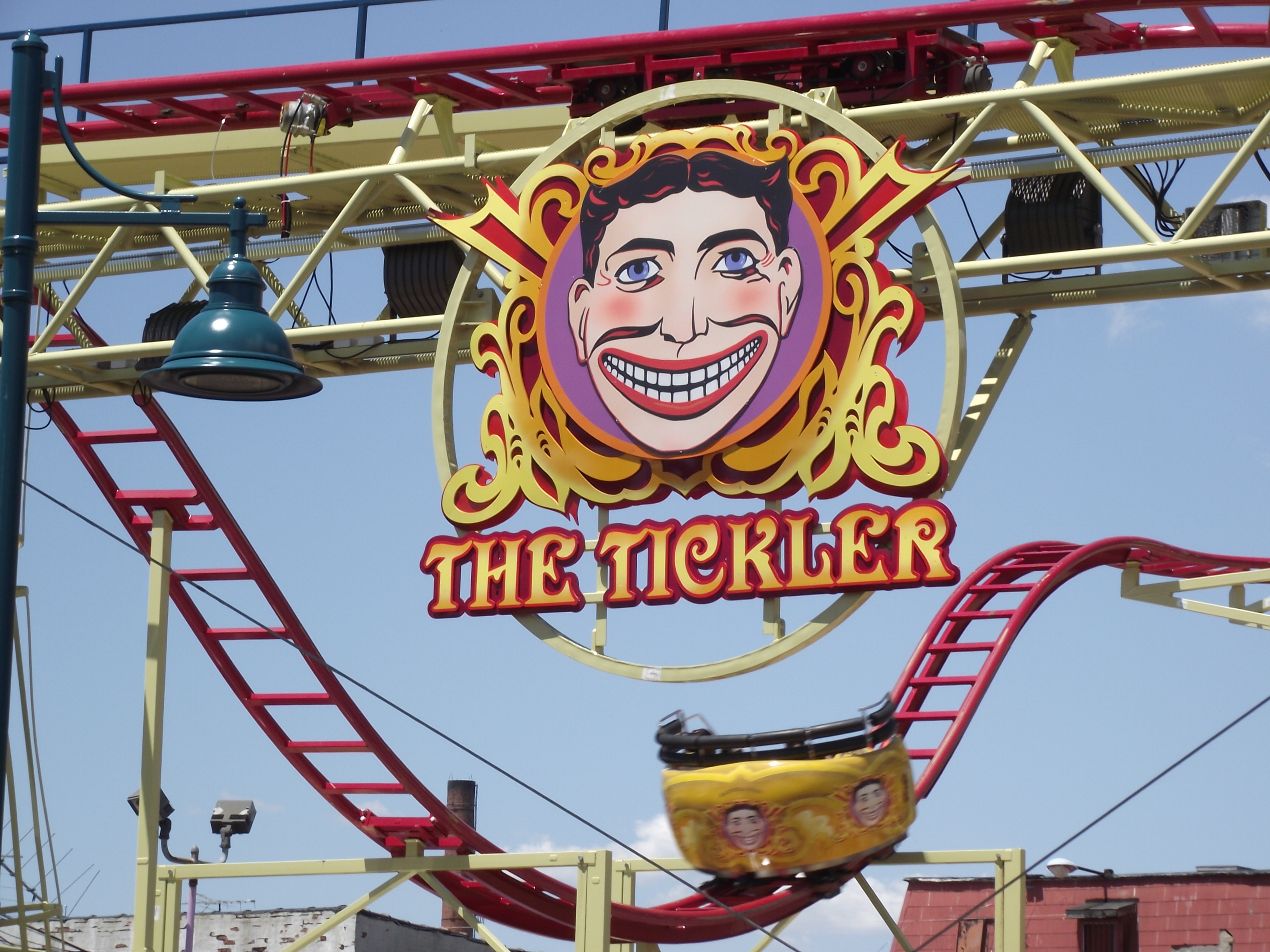
The Tickler, Coney Island

### Atracciones de emoción
- Air Race
- Brooklyn Flyer
- Cyclone
- Luna 360
- Electro Spin
- The Tickler
- Thunderbolt
- Wild River

### Atracciones familiares

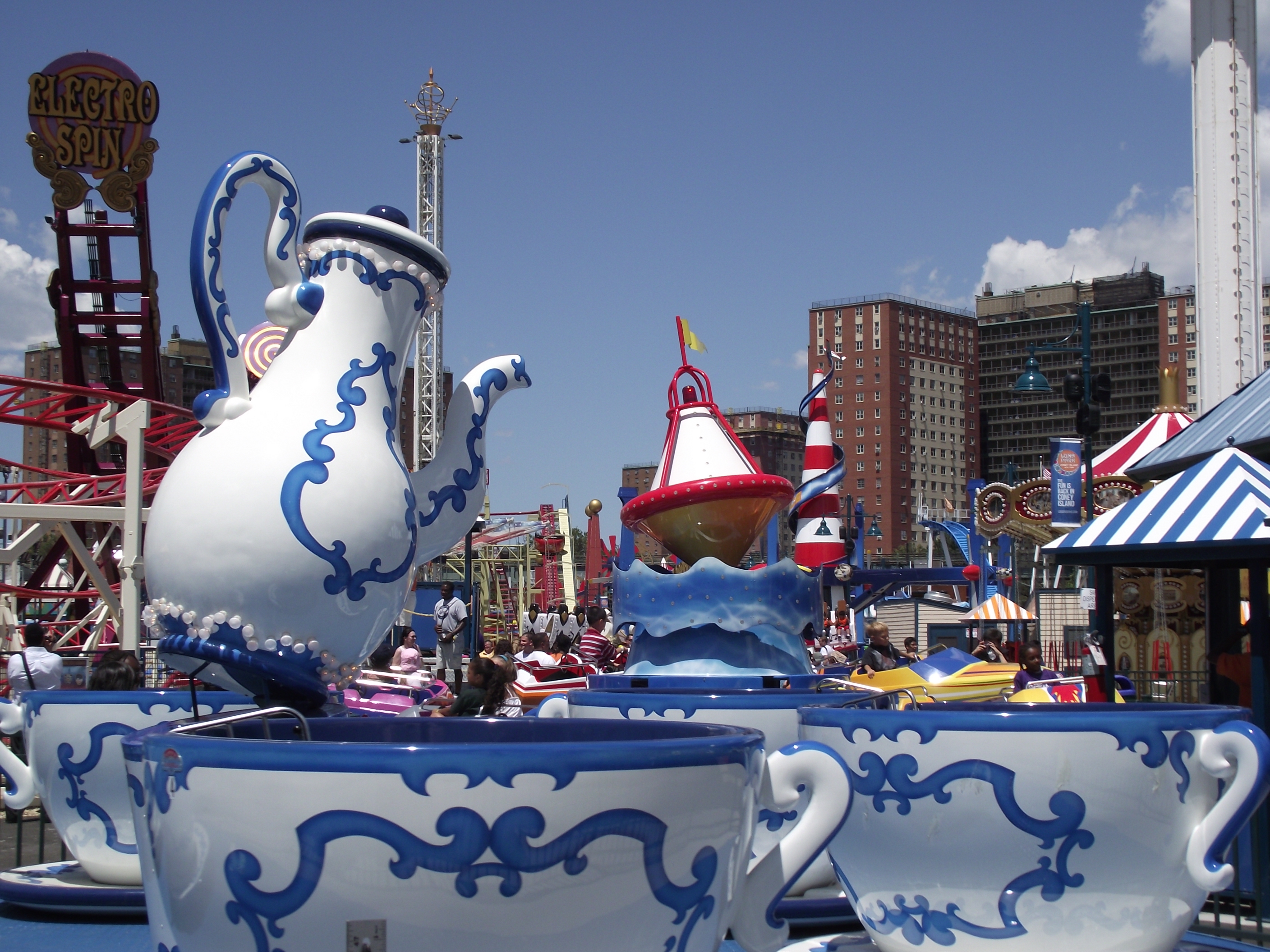
Tea party ride, Coney Island

- Balloon Expedition
- Circus Coaster
- Coney Island Hang Glider
- Coney Island Sound
- Coney Tower
- Lynn's Trapeze
- Surf's Up

### Atracciones infantiles
- Beach Shack
- Big Top Express
- Happy Swing
- Mermaid Parade
- Speed Boat
- Sea Serpent
- Tea Party

### Zona de gritos
En la temporada del 2011, una adición llamada "Zona de gritos" se inauguró en el parque con 4 nuevas atracciones, y a pesar de hacer parte de Luna Park, es comercializada por separado.

#### Atracciones
- Boardwalk Flight
- Coney Island Raceway
- Slingshot
- Steeplechase
- Soarin' Eagle
- Zenobio